# Oberea kualabokensis
Oberea kualabokensis är en skalbaggsart som beskrevs av Hayashi 1976. Oberea kualabokensis ingår i släktet Oberea och familjen långhorningar. Inga underarter finns listade i Catalogue of Life.